# Adama City Football Club
L'Adama City Football Club è una società calcistica etiope con sede nella città di Adama. È uno dei membri della Ethiopian Football Federation.

## Storia
Nella stagione 2007-2008 è arrivato al secondo posto nel proprio campionato.

## Strutture

### Stadio
Disputa le partite casalinghe allo stadio Abebe Bikila, nome dedicato a Abebe Bikila, vincitore due volte dei giochi olimpici.

## Palmarès

### Altri piazzamenti
- Ethiopian Premier League:

Secondo posto: 2007-2008
Terzo posto: 2014-2015, 2015-2016, 2016-2017